# District de Thouars
Le district de Thouars est une ancienne division territoriale française du département des Deux-Sèvres de 1790 à 1795.
Il était composé des cantons de Thouars, Airvault, Argenton, Argenton les Rivières, Brion, Oiron et Saint Varrant.